# گات‌سون (آلبوم چندآهنگه)
گات‌سون (انگلیسی: Got7) دوازدهمین آلبوم چندآهنگه کره‌ای زبان (در کل شانزدهمین) از گروه پسرانه اهل کره جنوبی، گات‌سون است. این آلبوم چندآهنگه در ۲۳ مه ۲۰۲۲ توسط وارنر کره منتشر شد. این نخستین آلبوم گروه پس از Breath of Love: Last Piece در سال ۲۰۲۰ و جدایی گروه از جی‌وای‌پی انترتینمنت در سال ۲۰۲۱ است. این آلبوم چندآهنگه شامل شش ترانه از جمله تک‌آهنگ آغازین «نانانا» است.

## جدول‌های موسیقی
| جدول (۲۰۲۲)                                   | بالاترین جایگاه |
| --------------------------------------------- | --------------- |
| آلبوم‌های دیجیتال استرالیایی (ای‌آرآی‌ای)        | ۳               |
| آلبوم‌های بلژیکی (اولتراتاپ فلاندرز)           | ۱۲۴             |
| آلبوم‌های مجارستانی (ماهاز)                    | ۴۰              |
| آلبوم‌های ژاپنی (اوریکون)                      | ۳۸              |
| آلبوم‌های داغ ژاپنی (بیلبورد ژاپن)             | ۴۳              |
| آلبوم‌های کره جنوبی (گائون)                    | ۲               |
| آلبوم‌های سوئیسی (جدول موسیقی سوئیس)           | ۲۷              |
| آلبوم‌های دیجیتال بریتانیا (شرکت جدول‌های رسمی) | ۱۴              |
| آلبوم‌های تاپ هیتسیکرز ایالات متحده (بیلبورد)  | ۱۱              |
| آلبوم‌های موسیقی ملل ایالات متحده (بیلبورد)    | ۸               |

| جدول (۲۰۲۲)                | بالاترین جایگاه |
| -------------------------- | --------------- |
| آلبوم‌های کره جنوبی (گائون) | ۶               |

| جدول (۲۰۲۲)               | جایگاه |
| ------------------------- | ------ |
| آلبوم‌های کره جنوبی (سرکل) | ۳۸     |